# L'Origan
Pour les articles homonymes, voir Origan (homonymie).
L'Origan est un parfum féminin créé par François Coty et lancé en France en 1905. Ce parfum est considéré être à l'origine de la lignée moderne de parfums dits « oriental floral ».

## Historique
L’Origan est lancé en 1905, la même année qu’Ambre Antique.
Selon Edmond Roudnitska,  . Ce dernier parfum connaît un grand succès en France, mais aussi aux États-Unis, où la compagnie n'avait pas encore fait de publicité pour ses parfums, à tel point que de nombreuses contrefaçons apparaissent, donnant pour justification que le nom est celui d'une plante commune ne contenant aucun produit synthétique et qu’il ne peut par conséquent être protégé. La société Coty dut se défendre, et eut gain de cause .

## Composition et notes
C'est un bouquet de notes florales de fleur d’oranger, de rose, de jasmin, de violette, marié à un accord ambré vanillé poudré, et une note épicée d’œillet avec un paradoxe entre la fraîcheur des premières notes et le velouté chaleureux qui suit.
L'Origan est essentiellement structuré à partir de trois molécules de synthèse : l'iralia, aux notes de violette boisée, la dianthine aux odeurs épicées et poudrées d’œillet, et l'ambréine pour le fond, mêlant vanilline, benjoin et coumarine.

## Flacon et publicité

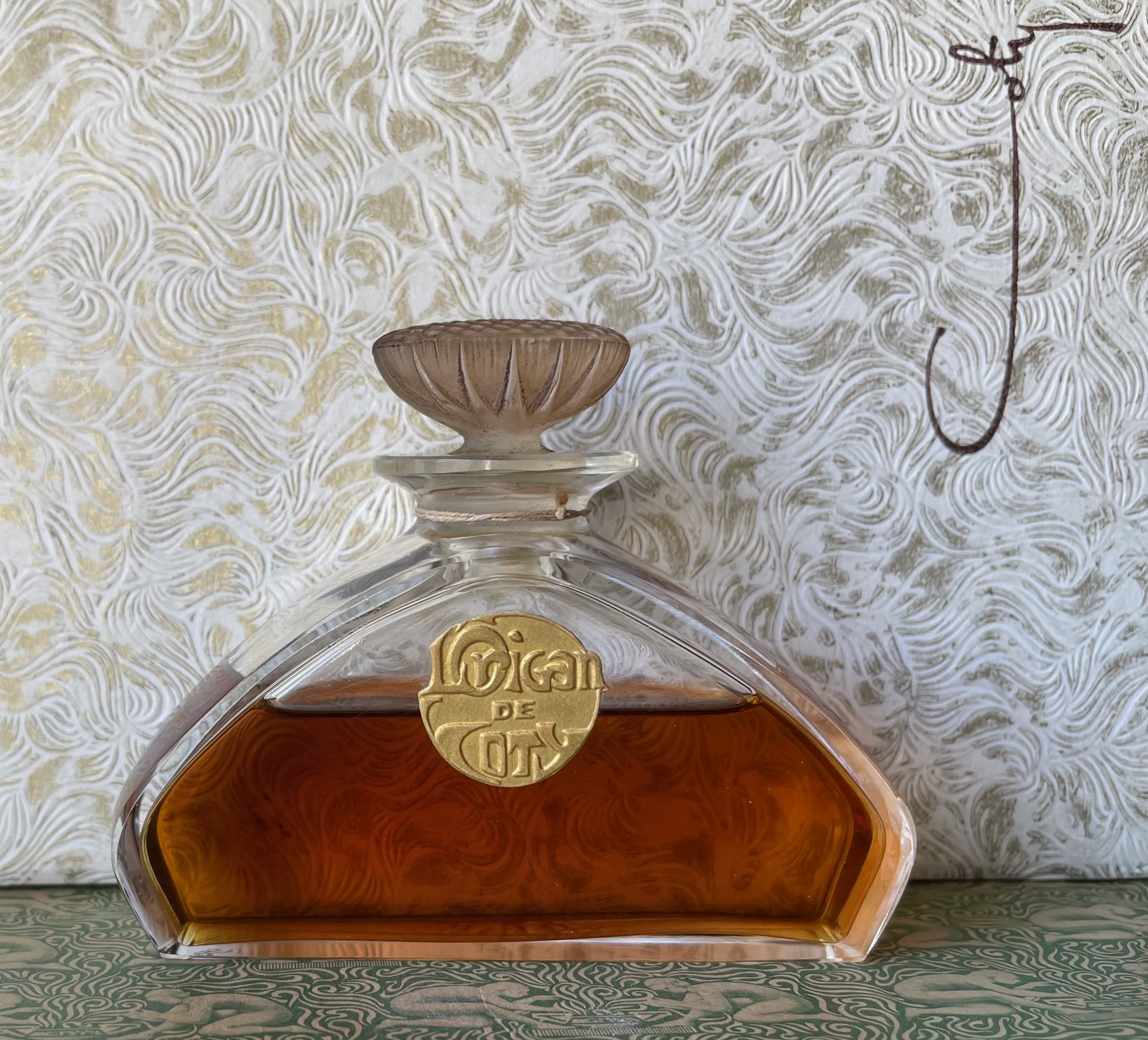
Flacon L'Origan, Baccarat, circa 1905.

Le flacon d'origine est signé Baccarat. Une ligne de produits parfumées est déclinée, notamment la poudre L'Origan. Après la disparition du parfumeur en 1934, pour la publicité qui suivra, et se développera progressivement en incorporant la couleur dans ses illustrations, la société Coty fera appel à quelques dessinateurs de talent tels Pierre Simon, René Jeandot, C. Brunner ou Carl Erickson (Eric).

## Postérité
« L'Origan est l'un des patriarches de la parfumerie moderne, sa fragrance préfigurant et définissant un siècle de créations ; d'innombrables parfums orientaux floraux s’inspirent de L'Origan, en premier lieu L'Heure bleue de  Jacques Guerlain », écrit Yohan Cervi.
Lorsque François Coty sort un parfum, quelque temps après, Guerlain lui répond. Mais tandis que l'art de Coty, s'apparente plutôt au mouvement de ses contemporains les fauves, Guerlain adoucit le trait, s'apparentant plutôt aux impressionnistes. 
Outre L'Heure Bleue et Après l’ondée de Guerlain, L'Origan  possède une longue lignée, allant de En Avion de Caron, Opium de Yves Saint Laurent,  Oscar de Oscar de la Renta, jusqu'à Poison de Dior.

## Conservation
La formule originale de 1905 n’est plus commercialisée, mais celle de 1940 est conservée à l'Osmothèque (conservatoire des parfums).